# تونی بوروس
تونی بوروس (به انگلیسی: Tony Burrows) (زاده ۱۴ آوریل ۱۹۴۲) خوانندهٔ انگلیسی است.
او قبلاً عضو گروه برادرهود آف من بود. 